# Háje (přírodní památka)
Háje jsou přírodní památka a evropsky významná lokalita v okrese Prachatice. Nacházejí se v Šumavském podhůří (Vimperská vrchovina), poblíž obce Čkyně. Chráněné území, sestávající ze čtyř drobnějších nesouvisejících ploch, se nalézá několik set metrů východně od vesnice Onšovice, jež je jednou z místních částí zmíněné obce. Oblast spravuje Krajský úřad Jihočeského kraje.

## Předmět ochrany
Důvodem ochrany jsou tři ostrůvky krystalických vápenců s bohatou květenou – zejména populací hořečku mnohotvarého českého, která je jednou z nejbohatších a nejstabilnějších populací tohoto druhu nejen v ČR, ale v celém areálu výskytu. Z dalších významných druhů se na lokalitě vyskytuje úročník bojhoj, vratička měsíční, devaterník velkokvětý tmavý, jalovec obecný, vítod chocholatý, violka chlumní, kruštík tmavočervený, kruštík širolistý, hořeček nahořklý, kamejka rolní a pomněnka drobnokvětá.
Významný je též výskyt teplomilné entomofauny, hojně se vyskytuje plž suchomilka obecná.

## Galerie

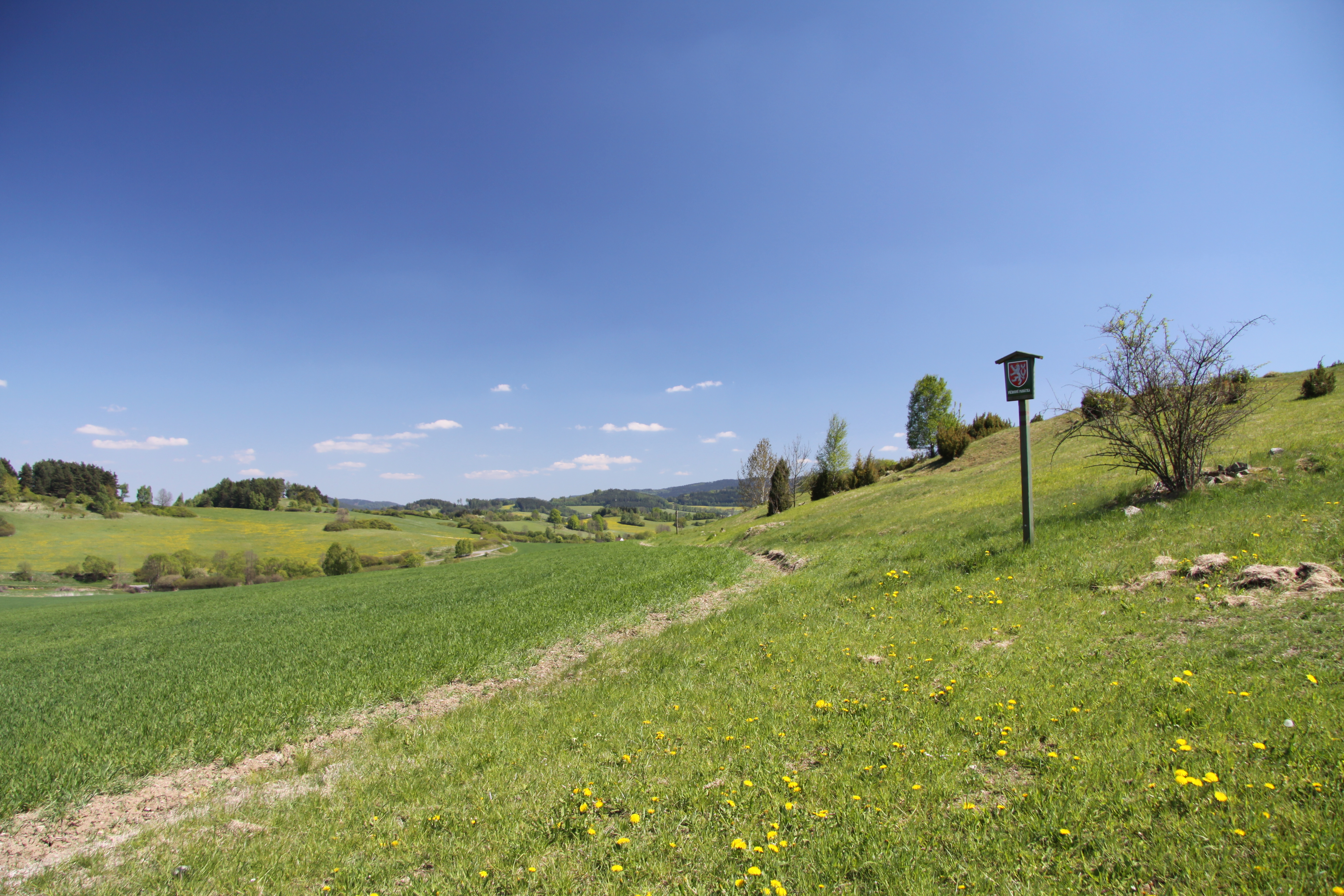
Jeden z chráněných kopců
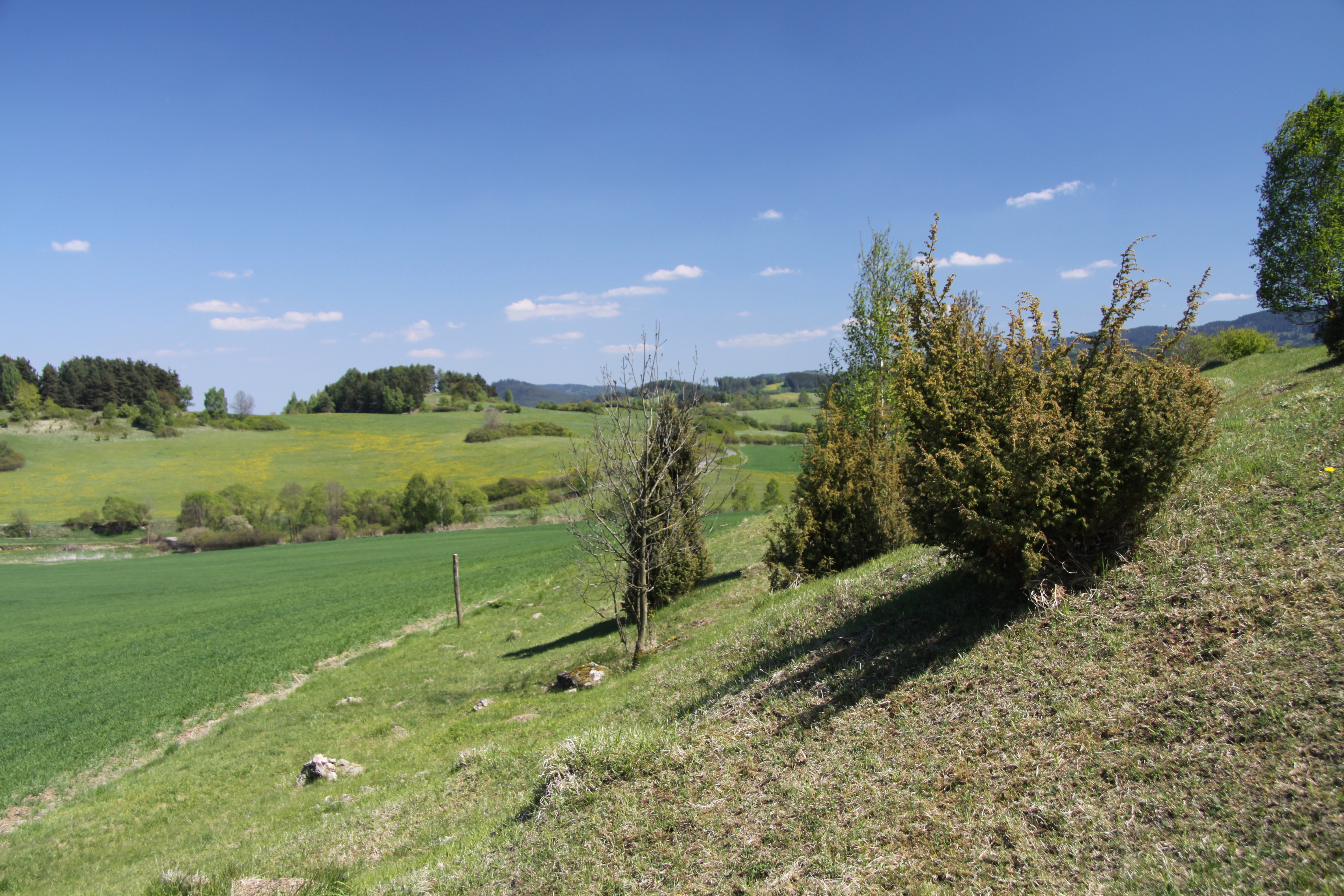
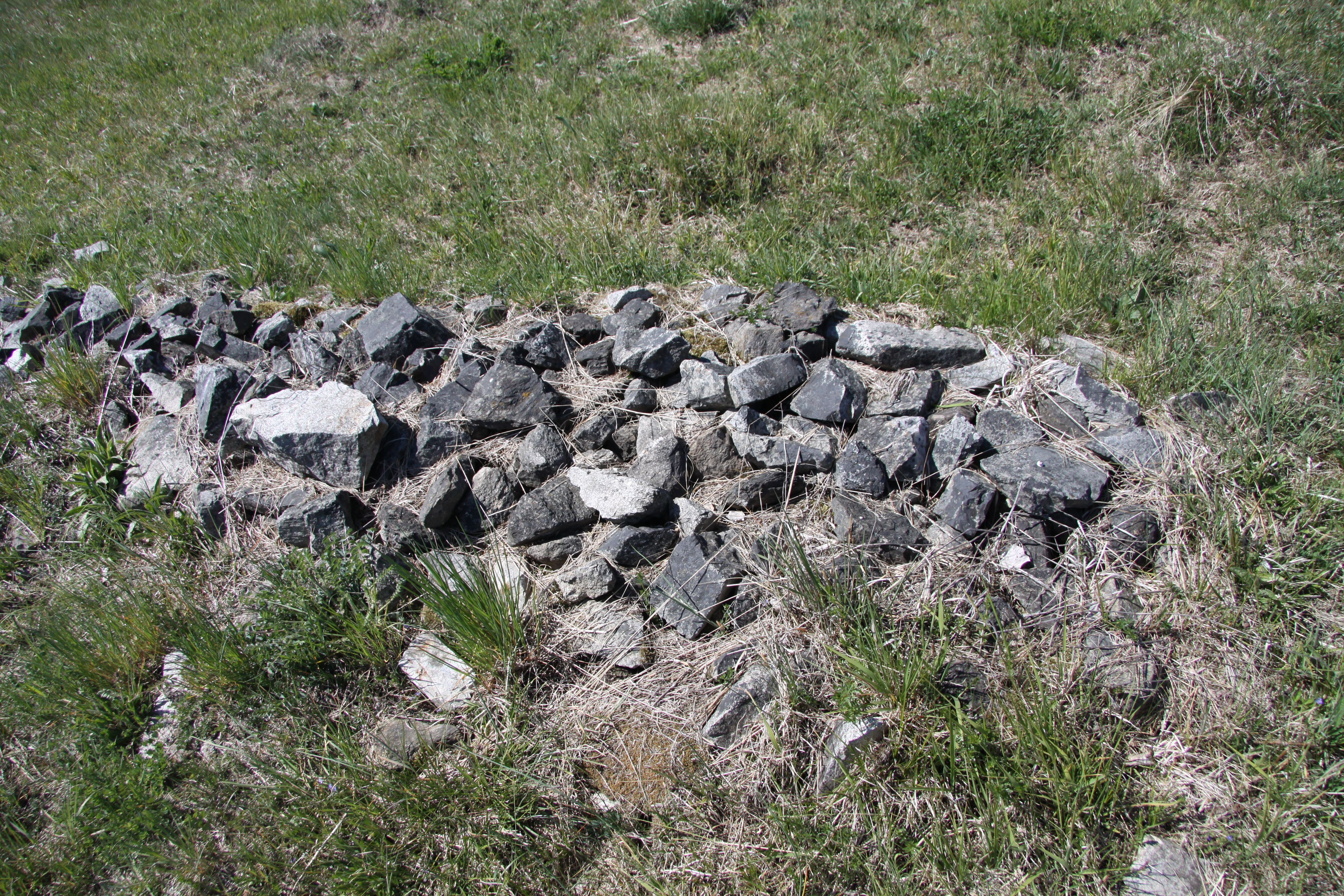
Upravené skalisko na vrchu
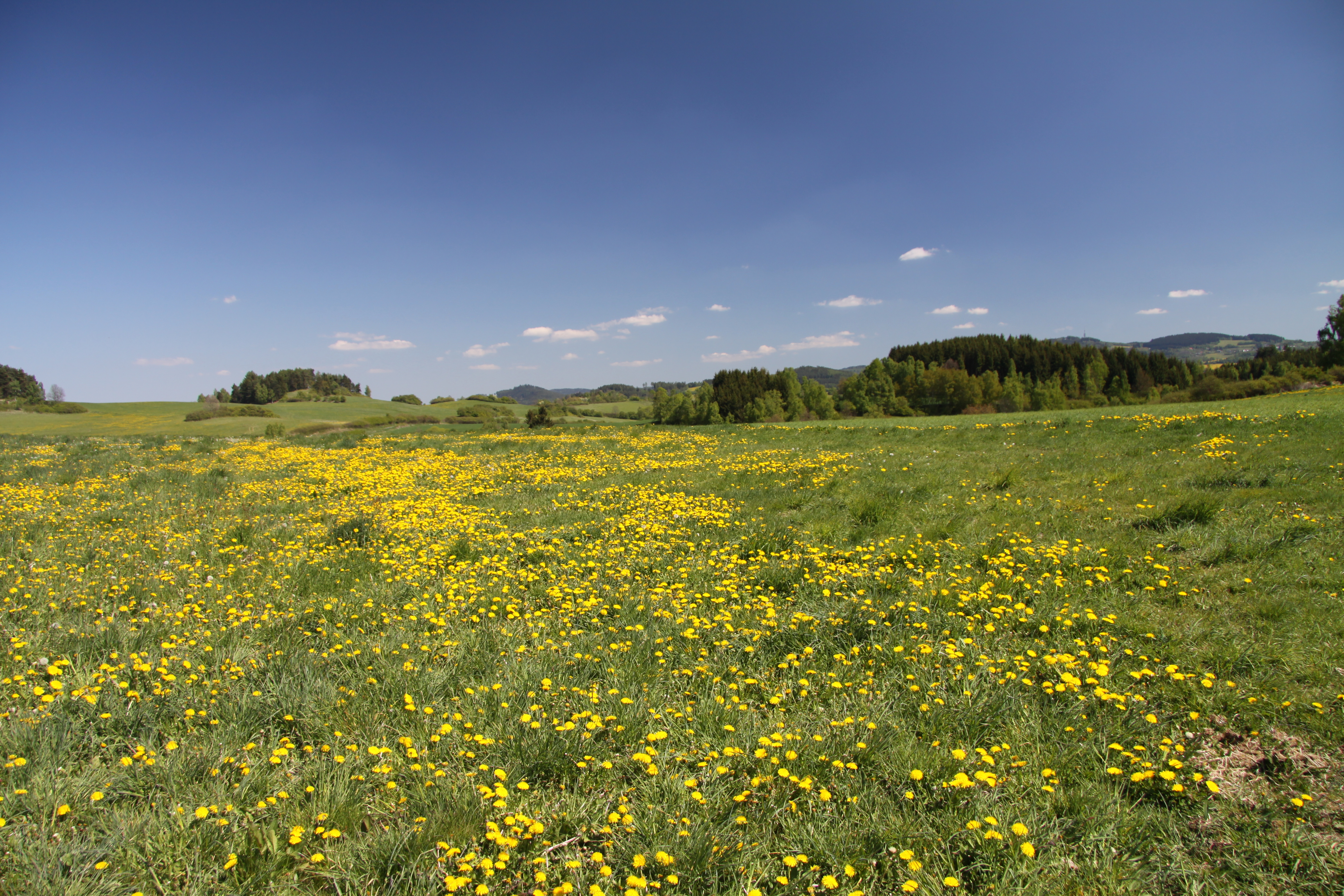
Okolo všech tří vrchů se nachází k roku 2011 zarostlá louka